# Zechs Marquise
Zechs Marquise är en musikgrupp som bildades i El Paso, Texas våren 2003.
Gruppen bildades av bröderna Marfred och Marcel Rodriguez-Lopez tillsammans med deras barndomsvänner Matthew Wilkson och Marcos Smith. Gruppens började tidigt kallas sig Zechs Marquise, ett namn vars ursprung är en populär japansk animekaraktär.
Zechs Marquise började spela in sitt första album under sensommaren 2004. Emellertid gick inte inspelningen bra och i juni 2006 släppte bandet istället 34:26, en live-EP. Under hösten 2006 turnerade Zechs Marquise på den amerikanska västkusten med band/artister som Daedelus, Busdriver, The Album Leaf, (DJ) Nobody, Daddy Kev, The Gaslamp Killer, och Totimoshi.
I juli 2007 gjorde bandet ett nytt inspelningsförsök, men den här gången bestämde de sig för att genomföra inspelningen hemma, köpa mixerbord, mikrofoner, och Pro Tools för att kunna sköta allt med inspelningarna själva. Inspelningarna resulterade i skivan Our Delicate Stranded Nightmare, som slutfördes i februari 2008.
Efter detta tillbringade Zechs Marquise en tid med att turnera med Free Moral Agents och Blank Blue. I mars 2009 gjorde bandet sin första utomlandsturné, i Europa, som förband till bröderna Rodriguez-Lopezs brors band, Omar Rodriguez-Lopez Group, en grupp i vilken Marcel Rodriguez-Lopez också spelar. Under den europeiska turnén släpptes Our Delicate Stranded Nightmare i Europa genom skivbolagen RLP och Willie Anderson Recordings på CD. 
I maj 2009 blev det klart att Zechs Marquise skulle spela på den prestigefyllda klubben Sargent House och skulle släppa Our Delicate Stranded Nightmare i USA på vinyl och CD den 25 augusti genom Rodriguez-Lopez Productions.

## Medlemmar
Nuvarande/senaste medlemmar
- Marcel Rodriguez-Lopez – trummor (2009–), keyboard, synthesizer (live 2003–2008, studio 2003–)
- Marfred Rodriguez-Lopez – basgitarr (2003–)
- Marcos Smith – gitarr (2003–)
- Matthew Wilkson – gitarr (2003–)
- Rikardo Rodriguez-Lopez – keyboard (2011–)

Tidigare medlemmar
- Michael Farraro – trummor (2003–2008)

## Diskografi
Studioalbum
- Our Delicate Stranded Nightmare (2009)
- Getting Paid (2011)

EP
- 34:26 (live) (2006)